# ماري جاين ألفيرو
ماري جاين ألفيرو آل مهدي وُلِدَتْ في الـ29 مِن أبريل (نيسان) عام 1970 في ماكاتي في الفلبين وهي الرئيسة التَّنفيذيَّة لِشركة جيوساينس للفحوصات المختبرية (Geoscience Testing Laboratory)، وهي شركةٌ مستقلةٌ ورائدة في مَجَال الاختبارات المعمليَّة في مَنْطِقة الخليج.

## الحياة والنشأة
كان والدها رِيناتو ألفيرو صاحب متجر للقِطَع الميكانيكية في مانيلا، وأمَّا والدتها مارثا ألفيرو، فكانت تمتلك مطعماً صغيراً في مدينة أولونجابو.
وكانت ماري جاين ألفيرو الطِّفلة الرَّابعة مِن خمسة أطفال. أمضت العائلة أُولى سَنَوات حَياِتِهِمْ في رخاءٍ وراحة. كانت حياة ماري جاين خالية مِن الهموم عِندما كانَتْ تَعيشُ في البَيتْ الرِّيفيّ الذِي كان تابعاً لجديها مِن جهة والدها في مدينة سان بابلو في مقاطعة لاغونا.
وكان مِن الطَّبيعيّ أَنْ يمضي الأطفال أولى سنواتِهِم بِرفقة أجدادهم في الفلبين. كان الوضع مثالياً، فكانت منطقة ألفيرو محاطة بتلالٍ عَشِبَة، والشلّالات المتساقطة، والشواطئ الرَّملية الناصعة. وفي نهاية كلّ أسبوع كان والداها يسافِرانِ مِن العاصِمة لِمُقابَلَتِهِمْ بَعد رِحلة تدوم مِن ساعتين إلى ثَلاث ساعات.
أكملت دراستها الثانويّة في جامعة كولومبان في أولونجابو، وكانت دائماً ضمن العشر الأوائل في صفِّها.
كان والدها ناجحاً في تِجارته، ولكن تغيَّر الوَضع حِين شُخِّصَ بانتفاخ رئة حاد. وهو مَرَضٌ مزمنٌ يعمل على تدمير الأنسجة الرَّئويَّة ما يُصَعِّب عَمَليَّة التَّنَفُّس على المريض. وَصَل مَرَضُهُ إلى درجة أنَّه لَم يعد قادراً على مُغادرة سَريره. وكانت ماري جاين في الخامسة عشرة مِن عمرها فَقَطْ آنذاك.
كانت الأدوية اللازمة لِعلاج والدها مكلفة جداً ولم تَكْفِ مدَّخرات والدِها في مَتْجَره أو الأرباح مِن مطعم والِدَتِها لِشراء ما يحتاجُهُ لِمُحارَبَة المَرَض.
عَزَمَتْ ماري جاين على مساعدة والدتها في دفع كلفة الدواء، فَقامت باِلعَمَلْ كَمُوظَّفَة بِدَوَام جزئيّ في أَحد مطاعم الوَجَبات السَّريعة أَثناء مُتَابَعَتِها لِشهادةٍ جامعيَّة في مَجال الهَنْدَسة الكيميائيَّة في جامِعة آدامسون (Adamson University) في مانيلا. بِهذِهِ الطَّريقة استَطاعَت ماري جاين أَن تُغَطِّي بَعض مِن نَفَقَاتِها الدِّراسيِّة التي تَشَارَكَن في تَحَمُّلِها أُمُّها بالِإضافة إلى خَالتِها التي كانت تَعمل في المَملكة العربية السعودية آنذاك. ثمَّ عَمِلَتْ لِفترة في مصنع مانيلا باي للملابس المحبوكة بعد تخرجها إلى أن تلقَّت عرضاً للعَمَل في الإِمارات العَرَبيَّة المتَّحدة.

### عائلتها
تغيرت أحوال ماري جان عِنْدَمَا بدأت حَيَاتُهَا الِمهنيَّة في التَّصاعد بَعد حُصولِها على وَظيفة في دبيّ. باِلإضافَةِ إلى ذلك، قابلت محمد آل مهدي وتزوجته عام 2003. ولهما طِفلان هُما حُميد وَنور. بِالِإضافة إلى علي، عبد الله، وحنان مِن الزيجة السَّابقة لِزوجها.

## الحياة المهنية
في الـ15 من عمرها، عملت ألفيرو في أحد مطاعم الوجبلت السريعة في الفلبين بدوام جزئي من أجل مساندة والدتها مادياً. ولكنها لم تتخل عن دراستها، حيث إنها اجتهدت للحصول على شهادتها الجامعية في تخصص الهندسة الكيميائية. فقبل تخرجها، عملت ألفيرو كمتدربة في قسم البيئة والموارد الطبيعية. علاوةً على ذلك، ساندت المقبلين على التخرج في مشروع لإعادة إحياء نهر باسيغ في العاصمة مانيلا، حيث ثُبت أنه ميت بيولوجياً عام1990.
ثم انضمت ألفيرو إلى مصنع الغزل كمراقبة لجودة المنتجات الخاصة بالشركة. وفي الفترة نفسها، تم قبولها كضابطة ضمان الجودة في شركة للغزل في الإمارات العربية المتحدة.
وبعد وصولها إلى دبي عام 1992، عملت ألفيرو في منصب الكيمياء في شركة “مختبرات الفطيم ويمبي"، ثم شاركت في مشاريع بنى تحتية وهندسة مدنية.
وبعد ست سنوات، تلقت ألفيرو عدة عروض في «الجيو ساينس لابروتاري»، وقُبلت للعمل كموظف ضمان الجودة.
في بداية عملها في الشركة، كان عدد الموظفين ثمانية، حيث إنها بادرت في تغييرات في نظام الشركة من الناحية البنائية والهندسية، مما أدى إلى نمو سمعة الشركة وحصتها في السوق. بالإضافة إلى ذلك، سنحت للشركة فرصة الحصول على مختبر أكبر مساحة في منطقة القوز الصناعية. وفي عام 2003، تم ترقيتها كمديرة لـ “لِشركة جيوساينس للفحوصات المختبرية"، ثم عُينت كرئيسة تنفيذية لها.

## الإنجازات
حرصت ألفيرو على تقديم الخدمات المجانية التي تتضمن تحليل التربة والفحص الجيوتكنولوجي عند بناء المساجد. علاوةً على ذلك، قادت «الجيو ساينس» للعمل على مشاريع عدة تتضمن برج خليفة، ومترو دبي، وشارع الإمارات.

## الجوائز
حازت ألفيرو على جائزة الإمارات للسيدات كونها قائدة ذات رؤيا عام 2013. علاوةً على ذلك، كانت من ضمن المئة فلبيني الأكثر تأثيراً حول العالم عام 2013. كما أنها نالت جائزة «بامانجا فلبين» عام 2012، وجائزة «بلاس أوبل» عام 2009، وجائزة «باجونج باياني» عام 2007.
بالإضافة إلى ذلك، نالت ألفيرو جائزة “المنجز الآسيوي الصَغير" عام 2011، وجائزة "سيدة أعمال إماراتية" عام 2008، وجائزة "الخِرّيج البارز من كلية آدمسون" عام (2009-2012).
اقتباسات
- “الحياةُ سِلْسِلة مِن الجِبال التي تتسلقها.”-مجلة فرايداي.
- “التعليم هو أكبر مُمَكِّن يُساعد على السُّموّ إلى أعلى الدَّرجات.”-مجلة فرايداي.
- “بصفتي قائدة، أؤمن بِقوَّة أنني بحاجة إلى تجهيز الموظفين للتَّغيُّر والتَّأقلم بشكل دائم.”-مجلة فرايداي.
- “ليسَ هناك كنزٌ أعظم مِن عائلةٍ مُحِبَّةٍ ذات أفراد مستعدين لِمساندة بَعضِهِمْ الَبعض.”-مجلة فرايداي.
“أمّي كانَت قُدوَتي، فَقد عَمِلَتْ بِجهد كيّ تُربّينا.-مجلة بوسيتيفلي فيليبينو (Positively Filipino).

## انظر
- مريم بن شعبان
- لمياء العمري
- ليندا بيطار
- داليا السعدني
- أماني الوشاحي